# Zulfiya Zabirova
Zulfiya Zabirova, née le 19 décembre 1973 à Tachkent, est une coureuse cycliste kazakhe, d'origine Russe, directrice sportive de l'équipe Astana Women's.

## Biographie
Zulfiya Zabirova naît le 19 décembre 1973 à Tachkent, capitale de la République socialiste soviétique d'Ouzbékistan. En 1993, deux ans après la dissolution de l'Union soviétique, elle émigre vers la Russie, à Rostov-sur-le-Don. Elle se révèle en 1996, en devenant la première championne olympique du contre-la-montre à Atlanta. Elle confirme son talent dans cette discipline durant les années suivantes, en remportant notamment 4 fois le Chrono des Herbiers, et surtout en remportant le championnat du monde en 2002. Elle brille également sur les manches de coupe du monde et remporte deux fois la Primavera Rosa (2003 et 2004) et le Tour des Flandres (2004).
En 2005, elle prend la nationalité kazakhe. Elle s'impose dès cette année sur les épreuves en ligne et contre-la-montre des championnats nationaux. Après avoir représenté trois fois la Russie aux Jeux olympiques, elle est sélectionnée pour le Kazakhstan aux Jeux de 2008 à Pékin.

## Palmarès
- 1996
  -  Championne olympique du contre-la-montre
  - 2e du championnat de Russie sur route
  - 3e du Tour du Finistère
- 1997
  - Chrono des Herbiers
  - 2e du championnat du monde du contre-la-montre
  - 2e du Chrono Champenois-Trophée Européen
- 1998
  - Grand Prix des Nations
  - Chrono champenois
  - Chrono des Herbiers
  - GP Guillaume Tell
  - 2e du championnat du monde du contre-la-montre
- 1999
  - 4e, 7e et 9e étape du Tour d'Italie
  - Chrono des Herbiers
  - 10e étape du Women's Challenge
  - 3e du Women's Challenge
- 2000
  - 9e et 13e étapes de la Grande Boucle Féminine
  - 2e du championnat de Russie sur route
- 2002
  -  Championne du monde du contre-la-montre
  - Chrono des Herbiers
  - Tour de Thuringe
    - Classement général
    - 1re étape

  - GP Carnevale d'Europa
  - Chrono champenois
  - 4e étape du Tour de Toscane
- 2003
  - Primavera Rosa
  - Tour de Castille-et-Leon
    - Classement général
    - 2e et 3e étapes

  - 8e et 12e étapes de la Grande Boucle Féminine
  - 3e du championnat du monde du contre-la-montre
- 2004
  - Primavera Rosa
  - Tour des Flandres
  - Tour de Thuringe
    - Classement général
    - 5e étape

  - 3e du Luk Challenge
  - 3e du championnat du monde du contre-la-montre
  - 3e du Chrono des Herbiers
- 2005
  -  Championne du Kazakhstan du contre-la-montre
  -  Championne du Kazakhstan sur route
  - 4e étape du Tour d'Italie
  - Prologue du Tour de Saint-Marin
- 2006
  -  Championne du Kazakhstan du contre-la-montre
  -  Championne du Kazakhstan sur route
  - Tour de Berne
  - Trophée d'Or féminin
    - Classement général
    - 1re étape

  -  Médaillée d'argent du contre-la-montre aux Jeux asiatiques
  - 2e du Tour des Flandres
  - 2e du Chrono des Herbiers
- 2007
  -  Championne du Kazakhstan du contre-la-montre
  -  Championne du Kazakhstan sur route
- 2008
  -  Championne du Kazakhstan du contre-la-montre
  -  Championne du Kazakhstan sur route
  - 7e étape du Tour de l'Aude